# Engin Bekdemir
Engin Bekdemir (Beringen, 7 febbraio 1992) è un calciatore belga naturalizzato turco, centrocampista del Karabük İdman Yurdu.

## Carriera

### Club
Ha giocato nella prima divisione turca.

### Nazionale
Ha giocato diverse decine di partite con le varie nazionali giovanili turche.

## Statistiche

### Presenze e reti nei club
Statistiche aggiornate al 5 gennaio 2018.
| Stagione           | Squadra            | Campionato         | Campionato | Campionato | Coppe nazionali | Coppe nazionali | Coppe nazionali | Coppe continentali | Coppe continentali | Coppe continentali | Altre coppe | Altre coppe | Altre coppe | Totale | Totale |
| Stagione           | Squadra            | Comp               | Pres       | Reti       | Comp            | Pres            | Reti            | Comp               | Pres               | Reti               | Comp        | Pres        | Reti        | Pres   | Reti   |
| ------------------ | ------------------ | ------------------ | ---------- | ---------- | --------------- | --------------- | --------------- | ------------------ | ------------------ | ------------------ | ----------- | ----------- | ----------- | ------ | ------ |
| 2011-2012          | Kayserispor        | SL                 | 6          | 0          | TK              | 0               | 0               | -                  | -                  | -                  | -           | -           | -           | 6      | 0      |
| 2012-2013          | Kayserispor        | SL                 | 12         | 0          | TK              | 0               | 0               | -                  | -                  | -                  | -           | -           | -           | 12     | 0      |
| 2013-2014          | Kayserispor        | SL                 | 10         | 0          | TK              | 2               | 0               | -                  | -                  | -                  | -           | -           | -           | 12     | 0      |
| Totale Kayserispor | Totale Kayserispor | Totale Kayserispor | 28         | 0          |                 | 2               | 0               |                    | -                  | -                  |             | -           | -           | 30     | 0      |
| 2014-2015          | Çaykur Rizespor    | SL                 | 12         | 0          | TK              | 6               | 2               | -                  | -                  | -                  | -           | -           | -           | 18     | 2      |
| 2015-2016          | Eskişehirspor      | SL                 | 27         | 7          | TK              | 3               | 0               | -                  | -                  | -                  | -           | -           | -           | 30     | 7      |
| 2016-2017          | Osmanlıspor        | SL                 | 3          | 0          | TK              | 0               | 0               | UEL                | 2                  | 1                  | -           | -           | -           | 5      | 1      |
| Totale carriera    | Totale carriera    | Totale carriera    | 70         | 7          |                 | 11              | 2               |                    | 2                  | 1                  |             | -           | -           | 83     | 10     |